# 派对杀手
《派对杀手》（中国大陆又译作）是由Pinokl Games开发、TinyBuild发行的动作隐形电子游戏，該遊戲可用於Microsoft Windows、OS X、Linux、PlayStation 4、Xbox One和任天堂Switch。移动端移植版《Party Hard Go》可用於Fire OS、IOS和Android。在游戏中，玩家扮演一名连环杀手，潜入多个派对，目标是杀死所有服务员且不被抓到。

## 外部連結
- 官方网站